# Zygmunt Berling
Zygmunt Henryk Berling, född 27 april 1896 i Limanowa, död 11 juli 1980 i Konstancin-Jeziorna, var en polsk general och överbefälhavare i polska första armén som deltog polsk-sovjetiska kriget 1919-1921 och i andra världskriget i den sovjetiska offensiven mot Nazityskland. Berling lyckades klara sig undan att bli avrättad i Katyńmassakern 1940 genom samarbete med NKVD. I sina dagböcker nämner han bland annat sitt samarbete med Lavrentij Berija. 1943 dömdes Berling, då överste, till döden av Polska Republikens krigsdomstol för desertering, eftersom han valde att stanna i Sovjetunionen när Władysław Anders och  Władysław Sikorski organiserade uttåg av polska krigsfångar och civila i Sibirien och Gulag-lägren.Han genomgick generalstabsutbildning i Moskva. Sedan organiserade han och ledde den polska generalstabsakademin. 1953-1970  viceministerposter inom jordbruks- och skogssektorn.